# 1279

## Събития
- Кубилай хан присъединява Южен Китай към територията на империята си, побеждавайки китайската династия Сун. Това е най-голямото териториално разширение на Монголската империя.

## Починали
- 16 февруари – Алфонсо III, крал на Португалия